# Krásno (Slowakei)
Krásno (ungarisch Ószéplak – 1882–1892 Széplak und älter Krasznó oder Ókrasznó) ist eine Gemeinde in der West-Mitte der Slowakei mit 518 Einwohnern (Stand 31. Dezember 2024), die zum Okres Partizánske, einem Teil des Trenčiansky kraj, gehört.

## Geographie
Die Gemeinde befindet sich im östlichen Teil des Hügellands Nitrianska pahorkatina am Nordhang des Tribetzgebirges, auf linksufriger Flurterrasse der Nitra. Das Ortszentrum liegt auf einer Höhe von 210 m n.m. und ist sieben Kilometer von Partizánske entfernt.
Nachbargemeinden sind Chynorany im Norden, Brodzany im Osten, Turčianky im Süden und Nedanovce im Westen.

## Geschichte

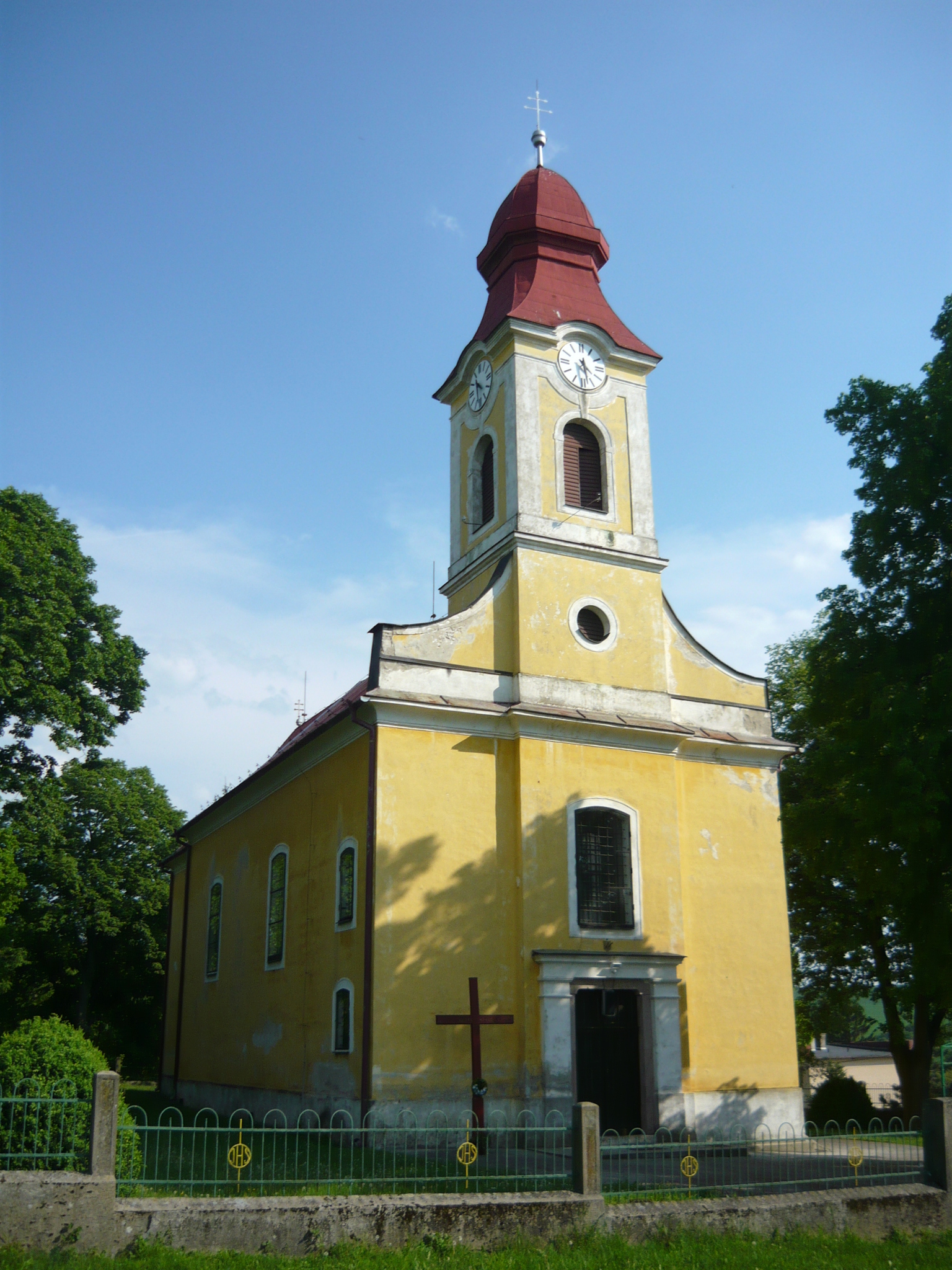
Kirche in Krásno

Das Gemeindegebiet wurde in der Jungsteinzeit besiedelt, es stand hier eine Siedlung der Lengyel-Kultur, eine kupfersteinzeitliche Siedlung sowie eine der Nagyrév-Kultur und in der La-Tène-Zeit und Römerzeit. Aus dem 11. und 12. Jahrhundert stammen der Grundriss einer romanischen Kirche sowie eine slawische Grabstätte.
Krásno wurde indirekt 1078, direkt aber zum ersten Mal 1271 als Keresnya utraque schriftlich erwähnt. 1344 war das Dorf Besitz eines gewissen Tamás Vörös, bis 1559 der Familie Russó, danach der Herrschaft von Topoľčianky sowie der Familien Keglevich, Koháry und anderer. 1533 gab es 11 Porta, 1715 wohnten acht Haushalte hier, 1828 zählte man 37 Häuser und 259 Einwohner, die als Landwirte, Obstbauern und Weber beschäftigt waren.
Bis 1918 gehörte der im Komitat Neutra liegende Ort zum Königreich Ungarn und kam danach zur Tschechoslowakei beziehungsweise heute Slowakei.

## Bevölkerung
| Jahr                | 1994 | 2004     | 2014    | 2024    |
| ------------------- | ---- | -------- | ------- | ------- |
| Anzahl der Personen | 569  | 490      | 497     | 518     |
| Unterschied         |      | −13,88 % | +1,42 % | +4,22 % |

| Jahr                | 2023 | 2024    |
| ------------------- | ---- | ------- |
| Anzahl der Personen | 520  | 518     |
| Unterschied         |      | −0,38 % |

Gemäß der Volkszählung 2011 wohnten in Krásno 513 Einwohner, davon 500 Slowaken, zwei Magyaren und ein Tscheche. Zwei Einwohner gaben eine andere Ethnie an und acht Einwohner machten keine Angabe zur Ethnie.
477 Einwohner bekannten sich zur römisch-katholischen Kirche, zwei Einwohner zur griechisch-katholischen Kirche, ein Einwohner zur Evangelischen Kirche A. B. und vier Einwohner zu einer anderen Konfession. 15 Einwohner waren konfessionslos und bei 14 Einwohnern wurde die Konfession nicht ermittelt.

## Bauwerke und Denkmäler
- römisch-katholische Kreuzerhöhungskirche im klassizistischen Stil aus dem Jahr 1801